# Хенри Фонда
Хенри Джейнс Фонда (на английски: Henry Jaynes Fonda) е американски актьор. През 1999 година Американският филмов институт включва Фонда под Номер-6 в класацията на най-големите мъжки звезди на класическото Холивудско кино.

## Биография
Роден е в Гранд Айланд, Небраска, САЩ. Започва кариерата си на Бродуей и пробива в Холивуд през 1935 г. Той създава незабравими образи в продължение на почти 50 години. Носител е на Оскар и Златен глобус.
Има пет брака. Има три деца, като две от тях са актьорите Джейн Фонда и Питър Фонда от втория си брак с Франсис Форд Сиймор, която се самоубива на 42 години. Хенри Фонда умира на 77 години от сърдечна недостатъчност и рак на простатата.

## Избрана филмография
| Година | Филм                         | Оригинално заглавие            | Роля                                   | Режисьор              |
| ------ | ---------------------------- | ------------------------------ | -------------------------------------- | --------------------- |
| 1940   | Гроздовете на гнева          | The Grapes of Wrath            | Том Джоуд                              | Джон Форд             |
| 1940   | Завръщането на Франк Джеймс  | The Return of Frank James      | Франк Джеймс                           | Фриц Ланг             |
| 1943   | Инцидентът в Окс-Боу         | The Ox-Bow Incident            | Джил Картър                            | Уилям Уелман          |
| 1946   | Моя скъпа Клементин          | My Darling Clementine          | Уайът Ърп                              | Джон Форд             |
| 1957   | Дванадесет разгневени мъже   | 12 Angry Men                   | съдебен заседател 8                    | Сидни Лумет           |
| 1957   | Тенекиената звезда           | The Tin Star                   | Морган Хикман                          | Антъни Ман            |
| 1958   | Форт Апачи                   | Fort Apache                    | Подполковник Оуен Търсдей              | Джон Форд             |
| 1959   | Уарлок                       | Warlock                        | Клей Блейздел                          | Едуард Дмитрик        |
| 1962   | Най-дългият ден              | The Longest Day                | бригаден генерал Теодор Рузвелт-младши | Кен Анакин            |
| 1962   | Как беше завладян Запада     | How the West Was Won           | Джетро Стюарт                          | Хатауей, Форд, Маршал |
| 1966   | Голяма ръка за малката дама  | A Big Hand for the Little Lady | Мередит                                | Фийлдър Кук           |
| 1967   | Добре дошли в Трудни времена | Welcome to Hard Times          | Уил Блу                                | Бърт Кенеди           |
| 1968   | Имало едно време на Запад    | Once Upon a Time in the West   | Франк                                  | Серджо Леоне          |
| 1970   | Имаше един нечестен човек... | There Was a Crooked Man...     | Шериф Удуърд У. Лопеман                | Джоузеф Манкевич      |
| 1981   | На златното езеро            | On Golden Pond                 | Норман Тейър младши                    | Марк Райдел           |